# Trung Phi thuộc Anh
Trung Phi thuộc Anh, hay đầy đủ là Xứ bảo hộ Trung Phi thuộc Anh (tiếng Anh: British Central Africa Protectorate; BCA)là một vùng bảo hộ của Anh được tuyên bố vào năm 1889 và được phê chuẩn vào năm 1891, trùng với khu vực của Malawi ngày nay. Nó được đổi tên thành Nyasaland vào năm 1907. Sự quan tâm của Anh đối với khu vực này bắt nguồn từ các chuyến khám phá khu vực Zambezi của David Livingstone từ 1858 trở đi. Điều này khuyến khích hoạt động truyền giáo bắt đầu từ những năm 1860, do Phái bộ Đại học tại Trung Phi, Nhà thờ Scotland và Nhà thờ Tự do Scotland thực hiện, và theo sau đó là một số ít người định cư. Chính phủ Bồ Đào Nha đã cố gắng tuyên bố chủ quyền đối với phần lớn khu vực mà các nhà truyền giáo và người định cư hoạt động, nhưng điều này đã bị chính phủ Anh phản đối. Để ngăn chặn một đoàn thám hiểm Bồ Đào Nha tuyên bố chiếm đóng thực sự, Anh đã tuyên bố bảo hộ khu vực, đầu tiên là ở phía nam của khu vực này, sau đó là toàn bộ khu vực này vào năm 1889. Sau khi đàm phán với chính phủ Bồ Đào Nha và Đức về ranh giới của nó, chế độ bảo hộ đã chính thức được Chính phủ Anh phê chuẩn vào tháng 5 năm 1891.